# Prytaneion van Efeze

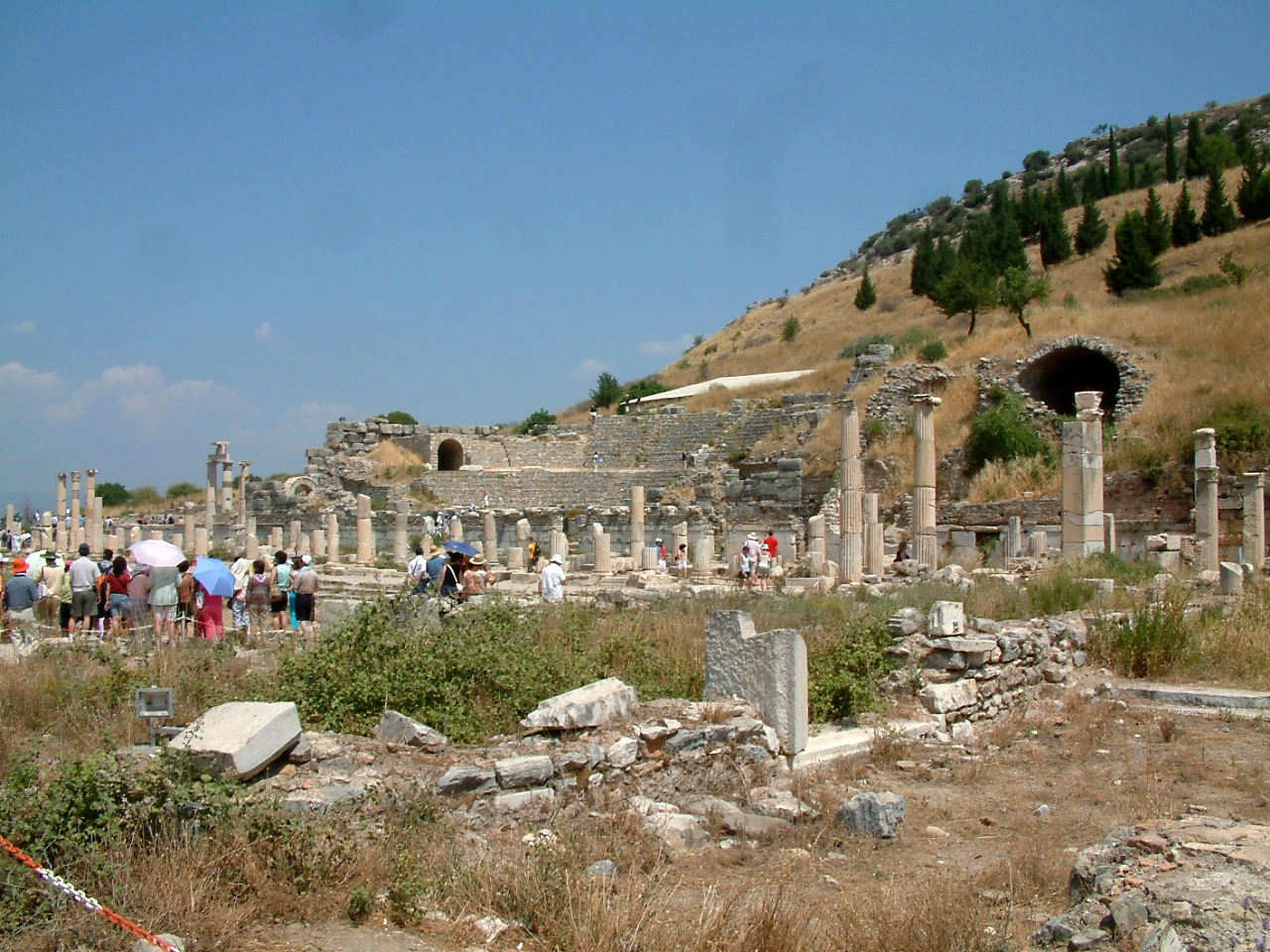
Prytaneum

Het Prytaneum of raadhuis is een bouwwerk in Efeze, West-Turkije. 
Vele opgravingen waren nodig om het doel van dit bouwwerk te kunnen bepalen. Hier kwamen de hoogste ambtenaren bij elkaar en ontvingen zij hun gasten. Het gebouw leek op een tempel vanwege de fraaie zuilen en bestond uit een plaats voor het heilige vuur met daaromheen verschillende kamers. Bij opgravingen zijn ook plaquettes en beelden gevonden. Het onderste deel stamt nog uit Hellenistische tijden, het bovenste is Romeins. Men vermoedt dat ten tijde van keizer Augustus, eerste of tweede eeuw, het gebouw opgetrokken werd. Voor het raadhuis lag een tuin en bezoekers moesten nog door een tweede hof, omringd door Dorische zuilen, voor zij het eigenlijke gebouw konden betreden.